# دستفروش (اپیزود دوم)
دستفروش (اپیزود دوم) فیلمی به کارگردانی  و نویسندگی محسن مخملباف ساختهٔ سال ۱۳۶۵ است.

## بازیگران
- مرتضی ضرابی
- محمود بصیری
- محرم زینال زاده
- داوود قنبری
- ناصر فروغ
- محسن درخشانی
- محمدرضا باقری
- ابوالفضل کشاری
- بهرام خدابنده لو
- حسین حجار
- رسول احدی
- میترا میرزایی
- شهرام جعفرنژاد
- جواد حضرت نیا